# Нови Двур Мазовецки
Нови Двур Мазовѐцки (на полски: Nowy Dwór Mazowiecki) е град в Централна Полша, Мазовско войводство. Административен център е на Новодвурски окръг. Обособен е в самостоятелна градска община с площ 28,21 км2.

## География
Градът се намира в историческата област Мазовия. Разположен е край двата бряга на река Нарев при устието и във Висла. Отстои на 34 км северозападно от центъра на Варшава, на 68 км южно от Чеханов и на 83 км източно от Плоцк.

## История
Селището получава градско право през 1374 година от княз Шемовит III Мазовски. През 1961 година към него е присъединено село Модлин, край което се намира едноименна крепост. В периода 1975 – 1998 година е част от Варшавското войводство.

## Население
Населението на града възлиза на 27 774 души (2010). Гъстотата е 984,54 души/км2.

## Личности

### Родени в града
- Елжбета Урбанчик – полска каякарка, световна и европейска шампионка
- Изабеля Дилевска – полска каякарка, олимпийска медалистка

## Градове партньори
- Нидероршел, Германия
- Електренай, Литва